# Макарчик, Казимеж
Казимеж Макарчик (пол. Kazimierz Makarczyk; 1 января 1901, Варшава — 27 мая 1972, Лодзь) — польский шахматист; международный мастер (1950). 
Участник 1-го чемпионата Польши (1926) — 10-е место. 
Лучшие результаты в других чемпионатах: 1927 — 3-е (за А. Рубинштейном и С. Тартаковером); 1948 — 1-е; 1952 — 1—2-е (с Б. Сливой); 1953 — 3—5-е места. 
В составе команды Польши участник 5 олимпиад (1928—1935), в том числе олимпийский чемпион 1930. 
Лучшие результаты в международных турнирах: Сопот (1951) — 5-е; Мендзыздрое (1952) — 3—5-е места. С 1978 проводятся мемориалы Макарчика.